# 约德尔战斗学院
《约德尔战斗学院》是一款由拳头游戏发行的合作棋盘游戏，设定背景为《英雄联盟》宇宙。
英文版在2016年10月13日上市，簡體中文版在2016年11月11日上市。遊戲人數為2至4人，扮演《英雄聯盟》裡四位約德爾人完成十個劇情獨立、難度各異的任務，每個任務必需費時60至90分鐘。